# رانييري مازيلي
رانييري مازيلي رئيس برازيلي سابق حكم لفترتين قصيرتين:
- الأولى خلف فيها الرئيس جانيو كوادروس في عام 1961، وجاء بعده الرئيس جواو غولار الذي حكم للفترة 1961-1964.[1][2][3]
- الثانية عام 1964 جاء بعده المارشال هومبرتو دي إلينكار كاستيلو برانكو.